# Sowjetarmee-Pokal 1977/78
Der Sowjetarmee-Pokal 1977/78 war die 38. Austragung des Pokalwettbewerbs im Fußball in Bulgarien. Pokalsieger wurde DFS Marek Stanke Dimitrow. Das Team setzte sich im Finale gegen ZSKA Septemwrijsko sname Sofia durch. Durch den Sieg qualifizierte sich Marek für den Europapokal der Pokalsieger 1978/79.

## Modus
Alle Begegnungen wurden in einem Spiel ausgetragen. Bei unentschiedenem Ausgang gab es eine Verlängerung von zweimal 15 Minuten und gegebenenfalls ein Elfmeterschießen.

## Teilnehmer
| A Grupa (16) | B Grupa (40) | B Grupa (40) | W Grupa (8) |
| --- | --- | --- | --- |
| - Akademik Sofia - SFD Akademik Swischtow - DFS Beroe Stara Sagora - FC Botew Wraza - Lewski-Spartak Sofia - DFS Lokomotive Plowdiw - Lokomotive Sofia - DFS Marek Stanke Dimitrow - DFS Pirin Blagoewgrad - ZSK Slawia Sofia - DFS Sliwen - ZSK Spartak Warna - AFD Trakia Plowdiw - FC Tschernomorez Burgas - Tscherno More Warna - ZSKA Septemwrijsko sname Sofia | 000Gruppe Nord - FC Bdin Widin - Benkowski Isperich - DFS Christo Karpatschew Lowetsch - Dimitar Watew Beloslaw - Dobrudscha Tolbuchin - Dorostel Silistra - FC Dunaw Russe - Etar Weliko Tarnowo - Jantra Gabrowo - Lok Gorna Orjachowiza - ZSK Metalurg Mesdra - Rakowski Sewliewo - Septemwrijska Slawa Michailowgrad - DFS Spartak Plewen - Panajot Wolow Schumen - Spartak Kojnare - Swetkawiza Targowischte - Tschawdar Trojan - Tschernomorez Baltschik - Tscherweno sname Pawlikeni | 000Gruppe Süd - Arda Kardschali - Assenowez Assenowgrad - FC Balkan Botewgrad - Belasiza Petritsch - Benkowski Pasardschik - FK Botew Ichtiman - DFS Chaskowo - FC Dimitrowgrad - Jaworow Tschirpan - Mariza Plowdiw - Minjor Pernik - Minjor Radnewo - Nikolaj Laskow Jambol - Rodopa Smoljan - Rosowa Dolina Kasanlak - FK Sliwnischki Geroj Sliwniza - Trakia Nowi Kritschim - FK Tschepinez Welingrad - Welbaschd Kjustendil - Wichren Sandanski | - Assen Balkanski Belogradtschik - Balkanski Minjor Twardiza - Energetik Galabowo - Botew Kriwodol - Energija Targowischte - Lokomotive Russe - Minjor Madscharowo - Strumska Slawa Radomir |

## 1. Runde
| Datum      |                                   | Ergebnis  |                                  |
| ---------- | --------------------------------- | --------- | -------------------------------- |
| 10.12.1977 | Tschernomorez Baltschik           | 1:0 n. V. | Dobrudscha Tolbuchin             |
| 10.12.1977 | Rodopa Smoljan                    | 1:0       | Spartak Kojnare                  |
| 10.12.1977 | Energija Targowischte             | 1:2       | FC Tschernomorez Burgas          |
| 10.12.1977 | Energetik Galabowo                | 0:4       | AFD Trakia Plowdiw               |
| 10.12.1977 | Lok Gorna Orjachowiza             | 2:0       | Wichren Sandanski                |
| 10.12.1977 | FC Balkan Botewgrad               | 0:3       | ZSKA Septemwrijsko sname Sofia   |
| 10.12.1977 | FC Dunaw Russe                    | 13:00     | Botew Kriwodol                   |
| 10.12.1977 | FC Botew Wraza                    | 6:0       | Benkowski Pasardschik            |
| 10.12.1977 | FK Tschepinez Welingrad           | 4:2       | FK Botew Ichtiman                |
| 10.12.1977 | Arda Kardschali                   | 1:4       | DFS Sliwen                       |
| 10.12.1977 | Mariza Plowdiw                    | 4:1       | ZSK Metalurg Mesdra              |
| 10.12.1977 | Minjor Radnewo                    | 2:1       | Belasiza Petritsch               |
| 10.12.1977 | Lewski-Spartak Sofia              | 6:1       | Balkanski Minjor Twardiza        |
| 10.12.1977 | Dimitar Watew Beloslaw            | 1:0       | Tschawdar Trojan                 |
| 10.12.1977 | Assenowez Assenowgrad             | 0:1       | Tscherno More Warna              |
| 10.12.1977 | Panajot Wolow Schumen             | 2:1       | Tscherweno sname Pawlikeni       |
| 10.12.1977 | DFS Lokomotive Plowdiw            | 4:2       | DFS Christo Karpatschew Lowetsch |
| 10.12.1977 | Lokomotive Sofia                  | 4:0       | Trakia Nowi Kritschim            |
| 10.12.1977 | Minjor Pernik                     | 3:2       | Jaworow Tschirpan                |
| 10.12.1977 | DFS Marek Stanke Dimitrow         | 4:1       | DFS Spartak Plewen               |
| 10.12.1977 | Septemwrijska Slawa Michailowgrad | 3:1       | Rosowa Dolina Kasanlak           |
| 10.12.1977 | Rakowski Sewliewo                 | 4:0       | Minjor Madscharowo               |
| 10.12.1977 | FC Bdin Widin                     | 3:4 n. V. | Akademik Sofia                   |
| 10.12.1977 | FC Dimitrowgrad                   | 5:1       | Assen Balkanski Belogradtschik   |
| 10.12.1977 | SFD Akademik Swischtow            | 4:0       | Jantra Gabrowo                   |
| 10.12.1977 | Benkowski Isperich                | 8:2       | Strumska Slawa Radomir           |
| 10.12.1977 | DFS Chaskowo                      | 1:0       | DFS Beroe Stara Sagora           |
| 10.12.1977 | FK Sliwnischki Geroj Sliwniza     | 2:0       | Nikolaj Laskow Jambol            |
| 10.12.1977 | Dorostel Silistra                 | 1:3       | ZSK Spartak Warna                |
| 10.12.1977 | ZSK Slawia Sofia                  | 1:0       | Welbaschd Kjustendil             |
| 10.12.1977 | Swetkawiza Targowischte           | 2:1       | Lokomotive Russe                 |
| 10.12.1977 | DFS Pirin Blagoewgrad             | 1:3       | Etar Weliko Tarnowo              |

## 2. Runde
| Datum      |                                | Ergebnis              |                                   |
| ---------- | ------------------------------ | --------------------- | --------------------------------- |
| 17.12.1977 | ZSKA Septemwrijsko sname Sofia | 2:1                   | FC Dunaw Russe                    |
| 17.12.1977 | Rodopa Smoljan                 | 3:1                   | FC Tschernomorez Burgas           |
| 17.12.1977 | AFD Trakia Plowdiw             | 2:0                   | Lok Gorna Orjachowiza             |
| 17.12.1977 | Minjor Radnewo                 | 0:1                   | Lewski-Spartak Sofia              |
| 17.12.1977 | Dimitar Watew Beloslaw         | 2:0                   | Tscherno More Warna               |
| 17.12.1977 | Panajot Wolow Schumen          | 4:1                   | DFS Lokomotive Plowdiw            |
| 17.12.1977 | Lokomotive Sofia               | 2:0                   | Minjor Pernik                     |
| 17.12.1977 | DFS Marek Stanke Dimitrow      | 3:0                   | Septemwrijska Slawa Michailowgrad |
| 17.12.1977 | Rakowski Sewliewo              | 3:2 n. V.             | Akademik Sofia                    |
| 17.12.1977 | FC Dimitrowgrad                | 1:4                   | SFD Akademik Swischtow            |
| 17.12.1977 | Benkowski Isperich             | 3:0                   | DFS Chaskowo                      |
| 17.12.1977 | Swetkawiza Targowischte        | 0:3                   | ZSK Slawia Sofia                  |
| 17.12.1977 | FK Sliwnischki Geroj Sliwniza  | 2:0                   | ZSK Spartak Warna                 |
| 17.12.1977 | FK Tschepinez Welingrad        | 4:3                   | Etar Weliko Tarnowo               |
| 17.12.1977 | FC Botew Wraza                 | 4:0                   | Tschernomorez Baltschik           |
| 17.12.1977 | DFS Sliwen                     | 3:3 n. V. (5:4 i. E.) | Mariza Plowdiw                    |

## Achtelfinale
| Datum      |                                | Ergebnis |                        |
| ---------- | ------------------------------ | -------- | ---------------------- |
| 11.02.1978 | Lewski-Spartak Sofia           | 3:0      | Dimitar Watew Beloslaw |
| 11.02.1978 | DFS Marek Stanke Dimitrow      | 1:0      | Rakowski Sewliewo      |
| 11.02.1978 | FK Sliwnischki Geroj Sliwniza  | 0:1      | ZSK Slawia Sofia       |
| 11.02.1978 | ZSKA Septemwrijsko sname Sofia | 1:0      | FC Botew Wraza         |
| 11.02.1978 | Panajot Wolow Schumen          | 1:3      | Lokomotive Sofia       |
| 11.02.1978 | Rodopa Smoljan                 | 0:2      | AFD Trakia Plowdiw     |
| 11.02.1978 | SFD Akademik Swischtow         | 4:1      | Benkowski Isperich     |
| 11.02.1978 | FK Tschepinez Welingrad        | 1 4:0 1  | DFS Sliwen             |

## Viertelfinale
| Datum      |                         | Ergebnis              |                                |
| ---------- | ----------------------- | --------------------- | ------------------------------ |
| 18.02.1978 | AFD Trakia Plowdiw      | 0:1                   | ZSKA Septemwrijsko sname Sofia |
| 18.02.1978 | SFD Akademik Swischtow  | 3:1 n. V.             | ZSK Slawia Sofia               |
| 18.02.1978 | Lokomotive Sofia        | 1:2                   | DFS Marek Stanke Dimitrow      |
| 18.02.1978 | FK Tschepinez Welingrad | 1:1 n. V. (4:2 i. E.) | Lewski-Spartak Sofia           |

## Halbfinale
| Datum      |                                | Ergebnis              |                         |
| ---------- | ------------------------------ | --------------------- | ----------------------- |
| 10.05.1978 | DFS Marek Stanke Dimitrow      | 2:0                   | SFD Akademik Swischtow  |
| 10.05.1978 | ZSKA Septemwrijsko sname Sofia | 1:1 n. V. (4:3 i. E.) | FK Tschepinez Welingrad |

## Finale
| Paarung                        | ZSKA Septemwrijsko sname Sofia – DFS Marek Stanke Dimitrow |
| Ergebnis                       | 0:1 (0:1) |
| Datum                          | 24. Mai 1978 |
| Stadion                        | Wassil-Lewski-Stadion, Sofia |
| Zuschauer                      | 40.000 |
| Schiedsrichter                 | Walentin Lipatow ( Sowjetunion) |
| Tore                           | 0:1 Ljuben Sewdin (30.) |
| ZSKA Septemwrijsko sname Sofia | Boris Manolkow – Iwan Zafirow (46. Waleri Pejtschew), Georgi Dimitrow, Zonjo Wassilew, Boschil Kolew – Iwan Metodijew, Borislaw Sretkow, Dimitar Dimitrow – Zwetan Jontschew, Nikola Christow (67. Spas Dschewisow), Georgi Denew Cheftrainer: Nikola Kowatschew |
| DFS Marek Stanke Dimitrow      | Stojan Stojanow – Ljuben Sewdin, Ljuben Kolew, Roman Karakolew, Iwan Palew – Aleksandar Rajnow, Asen Tornow (80. Emil Kjutschukow), Wenzislaw Petrow, Dimitar Dimitrow – Sascho Pargow (68. Nikolaj Wukow), Iwan Petrow Cheftrainer: Janko Dinkow                |